# Vicenç Renom i Costa
Vicenç Renom i Costa (Sabadell, 17 d'agost de 1881 - 28 de desembre de 1960) fou un arqueòleg català. Va descobrir les primeres troballes paleontològiques que es van fer a Sabadell. Era germà de l'arquitecte Josep Renom.

## Biografia
Llicenciat en Dret, va exercir de jutge municipal suplent, fiscal i procurador de la Cambra de la Propietat durant 34 anys. Va dedicar part de la seva vida a l'arqueologia. Participà en les primeres excavacions a la vil·la romana d'Arraona amb Joan Vila i Cinca, a la bòvila Madurell de Sant Quirze del Vallès, a la bòvila Padró de Ripollet, etc. Va ser ell qui va descobrir el mosaic del déu Neptú excavant al voltant de la Salut. Era amic i col·laborador dels mestres Josep Puig i Cadafalch, Pere Bosch Gimpera, Josep de Calassanç Serra i Ràfols i Almagro i Castillo. Va ser el primer director del Museu d'Història de Sabadell i director de la Fundació Bosch i Cardellach entre 1942 i 1945. Va ser soci actiu del Centre Excursionista Sabadell des del 1928 fins que es va morir. Va rebre la medalla de plata de la ciutat i la sala de prehistòria del Museu d'Història duu el seu nom.